# 卡莫波利斯-迪米纳斯
卡莫波利斯-迪米纳斯是巴西米纳斯吉拉斯州的一个市镇。总面积400.621平方公里，总人口15743人，人口密度39.3人/平方公里。